# Марк Ніл Браун
Марк Ніл Браун (англ. Mark Neil Brown; нар. 18 листопада 1951, Вальпараїсо, штат Індіана, американський астронавт НАСА. Полковник ВПС США (на 1992 рік). Учасник двох польотів на «Спейс шаттл» — STS-28, STS-48, провів у космосі 10 діб 9 годин 29 хвилин 21 секунду.

## Військова служба
На даний момент полковник ВПС США у відставці.
- 1974 року — на авіабазі ВПС Логліна (Laughlin AFB) в Техасі пройшов льотну підготовку і став пілотом ВПС США. Був призначений у 87-му ескадрилью винищувачів-перехоплювачів на авіабазі Сейєр (KI Sawyer AFB) в Мічигані, де пілотував літаки T-33 і F-106.
- 1979 рік — був спрямований на авіабазу Райт-Петтерсон в Огайо, на навчання в Технологічний інститут ВВС.
- 1980 рік — був направлений на службу в Космічний центр імені Ліндона Джонсона. Служив інженером у відділі забезпечення польотів, брав участь в роботах з вироблення рекомендацій щодо застосування обладнання, встановленого на борту шаттла. Під час перших польотів шаттлів працював в групі забезпечення в Центрі управління польотом.
- Липень 1993 — пішов у відставку.

## Польоти в космос
- STS-28 — Колумбія (шатл) — як спеціаліст, програма польоту-3 з 8 по 13 серпня 1989 року. Тривалість польоту шаттла — 5 діб 1 година 00 хвилин 53 секунди.
- STS-48 — Діскавері (шатл) — як спеціаліст, програма польоту з 12 по 18 вересня 1991 року. Тривалість польоту шаттла — 5 діб 8 годин 28 хвилин 28 секунд.